# Hedvig Strandberg
Hedvig Sofia Strandberg, född 28 oktober 1842 på Kjulsta, Stigtomta socken, Södermanlands län, död 31 mars 1931 i Stockholm, var en svensk målare och tecknare.
Hon var dotter till överjägmästaren Karl Gerhard Strandberg och Hedvig Lovisa Velin. Strandberg studerade konst för August Malmström i Stockholm 1875–1879 och vid Académie Julian 1879–1882 och för Raphaël Collin vid Académie Colarossi i Paris 1887. Hon medverkade i en konstutställning i Uddevalla 1874, Parissalongen 1880, Konstakademiens utställning 1885, Svensk konst i Helsingborg, Föreningen Svenska Konstnärinnors utställningar på Konstakademin, Baltiska utställningen, samlingsutställningar i Göteborg, Eskilstuna, Karlstad och Halmstad samt ett flertal utställningar arrangerade av Svenska konstnärernas förening. Hennes konst består av stilleben och landskapsskildringar från Sverige, Frankrike och Norge utförda i olja, pastell eller kol. Strandberg är representerad vid bland annat Nationalmuseum och Sigtunastiftelsens folkhögskola.